# Гарро, Хуан
Хуан Фернандо Гарро Галлерани (исп. Juan Fernando «Juanfi» Garro Gallerani; род. 24 ноября 1992, Тунуян, Мендоса) — аргентинский футболист, вингер клуба «Палестино».

## Клубная карьера
Гарро — воспитанник клуба «Годой-Крус». 3 апреля 2011 года в матче против «Уракана» он дебютировал в аргентинской Примере. 8 апреля 2012 года в поединке против «Ньюэллс Олд Бойз» Хуан забил свой первый гол за «Годой-Крус». В 2017 году в матчах розыгрыша Кубка Либертадорес против боливийского «Спорт Бойз», парагвайского «Либертада» и бразильского «Атлетико Минейро» он забил по голу. 
В 2018 году Гарро перешёл в «Уракан». 13 августа в матче против «Ривер Плейт» он дебютировал за новую команду. В поединке против «Тигре» Хуан забил свой первый гол за «Уракан». 
Летом 2021 года Гарро на правах аренды перешёл в «Ньюэллс Олд Бойз». 17 июля в матче против «Тальерес» он дебютировал за новую команду. В этом же поединке Хуан забил свой первый гол за «Ньюэллс Олд Бойз». По окончании аренды игрок вернулся в «Уракан». 7 апреля 2023 года в матче Южноамериканского кубка против «Гуарани» он забил гол. Летом того же года Гарро был арендован греческим ПАС Янина. 20 августа в матче против «Кифисьи» он дебютировал в греческой Суперлиге. В этом же поединке Хуан забил свой первый гол за ПАС Янина.
Летом 2024 года Гарро подписал контракт с чилийским «Палестино». 15 августа в поединке Южноамериканского кубка против колумбийского «Индепендьенте Медельин» Хуан дебютировал за основной состав. 